# Rodman Wanamaker
Rodman Wanamaker   (Filadèlfia, 10 d'octubre de 1899 - Southampton, 3 de febrer de 1976) va ser un jugador de polo estatunidenc que va competir durant la dècada de 1920.
El 1924 va prendre part en els Jocs Olímpics de París, on guanyà la medalla de plata en la competició de polo. Boeseke compartí equip amb Tommy Hitchcock, Jr., Frederick Roe i Elmer Boeseke.